# Alibori

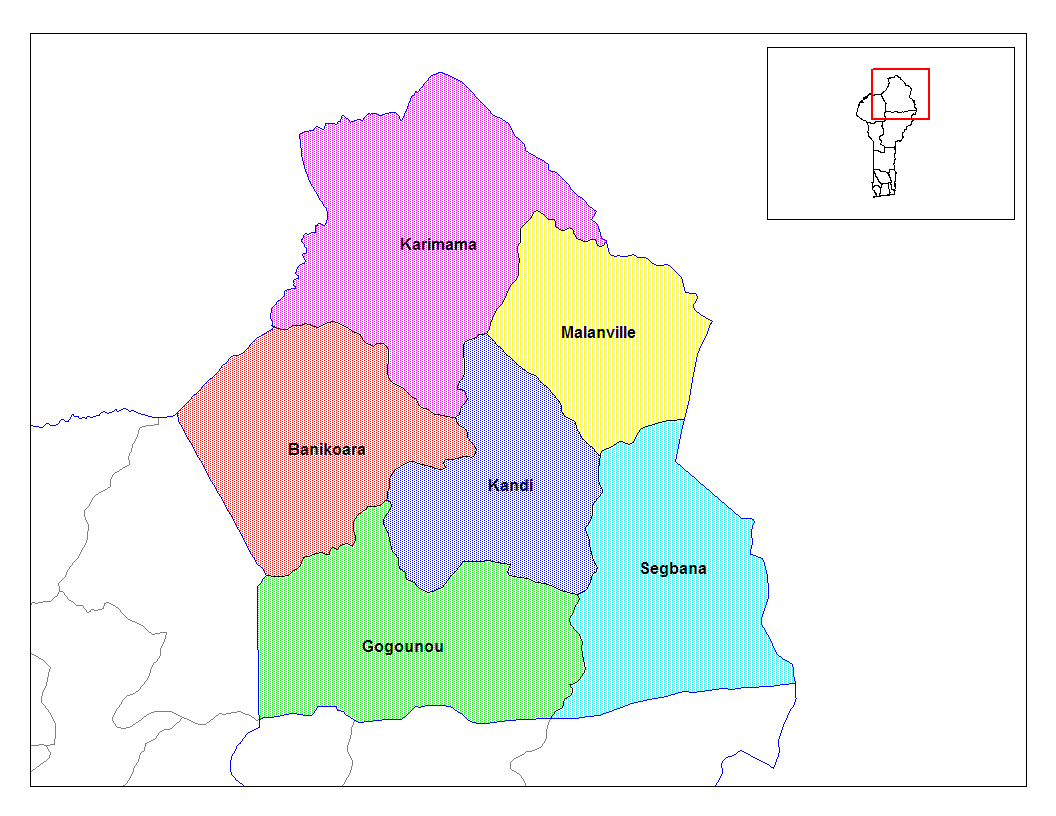
Comunes del departament d'Alibori

Alibori és el més gran i septentrional dels departaments de Benin. Té una superfície de 25.683 km² i una població de 595.196 habitants (2006). Té una superfície de 23,17 hab/km².
El departament va ser crat el 1999, quan es va separar del de Borgou. Encara no s'ha definit la capital, però segurament serà Kandi.

## Geografia
El departament és fronterer amb els estats de Burkina Faso, Níger i Nigèria; i amb els departaments d'Atakora i Borgou.
Els rius més importants que banyen el departament són el riu Níger i el riu Mekrou (afluent de l'anterior). Ambdós marquen la frontera nord del departament i de Benín amb Níger i Burkina Faso.

## Divisió administrativa
A Alibori hi ha 6 comunes: 
- Banikoara
- Gogounou
- Kandi
- Karimara
- Malanville
- Segbana

## Etnologia
Els principals grups ètnics del departament són els bariba (32,6%), els fulbe (22,1%) i els Dendi (18,2%)

## Religions
- Islam: 77% de la població.
- Religions tradicionals: 12,7% de la població.
- Cristianisme: 10,3% (dels quals, un 84% són catòlics i un 6% metodistes)